# John Porter East

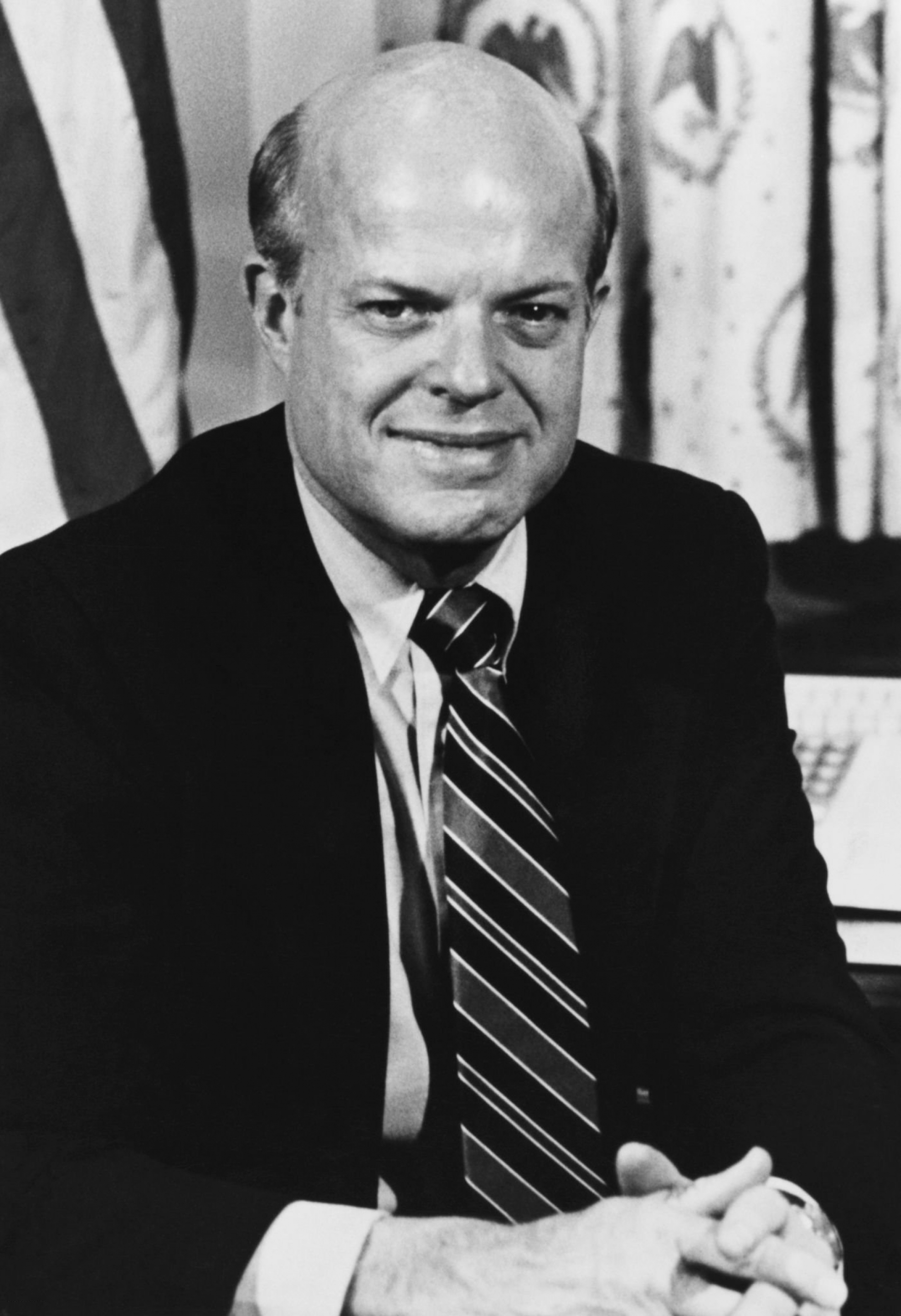
John Porter East

John Porter East (* 5. Mai 1931 in Springfield, Illinois; † 29. Juni 1986 in Greenville, North Carolina) war ein US-amerikanischer Politiker, der den Bundesstaat North Carolina im US-Senat vertrat.

## Biografie

### Frühes Leben
John Porter East absolvierte nach dem Besuch öffentlicher Schulen, darunter auch des Earlham College in Richmond (Indiana), die University of Illinois, an der er 1959 seinen Abschluss in Rechtswissenschaften machte. Weitere Diplome erhielt er 1962 und 1964 an der University of Florida.
Seinen Militärdienst verrichtete East zwischen 1953 und 1955 im United States Marine Corps. Er wurde 1955, im Alter von 24 Jahren, mit der Diagnose überrascht, dass er an Poliomyelitis, also an Kinderlähmung erkrankt sei, und somit für den Rest seines Lebens an den Rollstuhl angewiesen war. Trotz seiner Behinderung ging East seinen Weg und begann als Anwalt in Naples zu praktizieren. Gleichzeitig übernahm er ab 1964 bis 1980 ein Lehramt als Lehrer für Politikwissenschaft an der East Carolina University.

### Politische Karriere
Bereits 1966 kandidierte East als Parteimitglied der Republikaner für einen Sitz im Repräsentantenhaus der Vereinigten Staaten, allerdings erfolglos. Erst 1980, mit dem politischen Einfluss seines Parteifreundes und US-Präsidenten Ronald Reagan, gelang es ihm, als Nachfolger von Robert Burren Morgan für den Bundesstaat North Carolina in den Senat gewählt zu werden.
Während seiner Amtszeit galt East als Konservativer, der sich unter anderem für ein Verbot von Abtreibungen starkmachte. Gleichzeitig jedoch sorgte er mit einer Reform dafür, dass das Kapitol behindertengerecht adaptiert und nun auch für Rollstuhlfahrer leicht zugänglich gemacht wurde. East war nach John C. Stennis aus Mississippi erst der zweite US-Senator, der einen Rollstuhl benutzen musste.

### Tod
Im Sommer 1986 erkrankte East an Krebs, ein weiterer Schicksalsschlag, mit dem der Senator jedoch nicht fertig wurde. Am Freitag, dem 27. Juni, traf er sich noch in Washington, D.C. mit Antonin Scalia, dem Nominierten für das Amt des Richters am Obersten Gerichtshof, und fuhr am kommenden Tag auf sein Anwesen in Greenville.
Als John Petree, Easts persönlicher Chauffeur und Berater, ihn, wie vereinbart, am Sonntag abholen sollte, machte er in der Garage eine erschreckende Entdeckung. John Porter East hatte sich mit Kohlenstoffmonoxid das Leben genommen.
East liegt auf dem Nationalfriedhof Arlington begraben.